# Dibolia catherinia
Dibolia catherinia är en skalbaggsart som beskrevs av Mignot 1971. Dibolia catherinia ingår i släktet Dibolia och familjen bladbaggar. Inga underarter finns listade i Catalogue of Life.